# Baliga sumatrensis
Baliga sumatrensis är en insektsart som först beskrevs av Van der Weele 1909.  Baliga sumatrensis ingår i släktet Baliga och familjen myrlejonsländor. Inga underarter finns listade i Catalogue of Life.